# Списък на най-дългите реки в САЩ по щат
Списъкът на най-дългите реки в САЩ по щат включва всичките реки в САЩ с дължина над 410 km (за щата Аляска, всички реки над 300 km), които пресичат съответния щат, образуват граници между някои щати или са разположени изцяло в територията на даден щат. За всяка от тях е посочена нейната дължина (в km) и площта на водосборният ѝ басейн (в km²). За които няма данни за площта е сложена чертичка (–). За реките, които текат и извън територията на САЩ при дължината ѝ е сложена звездичка (*), а също така, ако част от нейния водосборен басейн е извън територията на САЩ, също е сложена звездичка (*). Информацията за местоположението на реките, техните дължини и площта на водосборните им басейни е почерпена от показаната в източниците „Хидроложка карта на САЩ“.

## Айдахо
1. Снейк Ривър – 1735 / 280 000
2. Беър Ривър – 790 / 18 197
3. Кутенаи – 781* / 50 298*
4. Салмън Ривър – 684 / 36 000
5. Оуайхи – 450 / 28 620
6. Кларк Форк – 500 / 59 320
7. Палус – 269 / 8550
8. Бруно Ривър – 246 / 8560
9. Сейнт Джо – 225 / 4790
10. Биг Ууд – 220 / –
11. Норд Форк Клируотър – 217 / 6380
12. Блекфут Ривър – 217 / 2840
13. Литъл Ууд – 210 / –
14. Панд Орей – 209* / 66 900*
15. Хенрис Форк – 204 / 8320
16. Портьоф – 200 / 23440

- Салмън Ривър е най-дългата река изцяло в Айдахо.

Вижте също Списък на реките в Айдахо

## Айова
1. Мисури – 3767 / 1 371 010*
2. Мисисипи – 3734 / 2 981 076*
3. Де Мойн – 845 / 38 337
4. Биг Сиукс Ривър – 674 / 21 800
5. Сидар Ривър – 544 / –
6. Айова – 520 / 32 700
7. Уапсипиникон – 480 / –
8. Литъл Сиукс Ривър – 415 / –
9. Гранд Ривър – 364 / –
10. Ракън – 364 / –
11. Чаритън – 351 / –
12. Плейт – 320 / –
13. Томпсън – 303 / 4800
14. Турска река – 246 / 4384
15. Макуокста – 240 / 4387
16. Рок Ривър – 232 / –
17. Таркио – 225 / 1316

Вижте също Списък на реките в Айова.

## Алабама
1. Тенеси – 1049 / 105 870
2. Чатахучи – 692 / 22 714
3. Алабама – 512 / 106 000
4. Куса – 451 / 26 159
5. Талапуса – 426 / 12 100
6. Томбигби – 325 / 52 300
7. Конеку – 319 / 12 100
8. Елк Ривър – 314 / –
9. Кахаба – 312 / 4800
10. Блек Уориър – 286 / 16 250
11. Локъст – 254 / 3130
12. Пий Ривър – 248 / –
13. Сипси – 233 / 2044
14. Чоктохачи – 227 / 13 900
15. Ескатаупа – 208 / –

Вижте също Списък на реките в Алабама.

## Аляска
1. Юкон – 3185* / 839 200*
2. Кускокуюм – 1165 / 120 000
3. Поркюпайн – 721* / 117 900*
4. Танана – 916* / 110 000*
5. Иноко – 805 / 34 981
6. Коюкук – 684 / 82 880
7. Ноатак – 684 / 32 630
8. Колвил – 563 / 53 000
9. Стикин – 539* / 51 600*
10. Идитарод – 523 / –
11. Суситна – 504 / 52 000
12. Копър – 470 / 62 000
13. Нушагак – 451 / 34 700
14. Кобук – 451 / 31 850
15. Новитна – 402 / –
16. Алсек – 386* / 28 500*
17. Иткилик – 354 / –
18. Джонсън Ривър – 346 / –
19. Коколик – 329 / –
20. Уайт Ривър – 322* / 50 500*
21. Ауна – 320 / –
22. Шиенджек – 320* / –*
23. Икпикпук – 314 / –
24. Стони Ривър – 310 / –

Вижте също Списък на реките в Аляска.

## Аризона
1. Колорадо – 2330* / 640 000*
2. Хила – 1044 / 151 000
3. Литъл Колорадо – 544 / 69 000
4. Солт Ривър – 320 / 69 000
5. Санта Круз – 296 / –
6. Верде – 270 / 17 130
7. Пуерко – 269 / 6870
8. Върджин Ривър – 261 / 31 700
9. Сан Франсиско – 256 / –
10. Саон Педро – 230 / –
11. Канаб Крийк – 201 / –

Вижте също Списък на реките в Аризона.

## Арканзас
1. Мисисипи – 3734 / 2 981 076*
2. Арканзас – 2364 / 440 000
3. Ред Ривър – 2190 / 169 890
4. Уайт Ривър – 1162 / 71 910
5. Уашита – 974 / –
6. Сейнт Франсис – 686 / 19 600
7. Байо Бартоломю – 586 / –
8. Блек Ривър – 480 / 22 000
9. Байо Мейкън – 351 / –
10. Литъл Ривър – 349 / 10 889
11. Бюф Ривър – 348 / –
12. Каш Ривър – 343 / –
13. Салина – 325 / –
14. Корент – 296 / 6840
15. Салфер – 282 / –
16. Бъфало Ривър – 246 / –
17. Форш ла Фейф – 243 / –
18. Байо Мето – 240 / –
19. Литъл Ривър – 238 / –
20. Литъл Мисури – 237 / –
21. Поо – 227 / –

Вижте също Списък на реките в Арканзас.

## Вашингтон
1. Кламат – 414 / 43 630
2. Снейк Ривър – 1735 / 280 000
3. Якима – 344 / 15 900
4. Оканоган – 314* / 21 238*
5. Гранд Ронд – 293 / 10 700
6. Кетъл Ривър – 282 km
7. Палус – 269 / 8550
8. Скаджит – 240* / 6880*
9. Панд Орей – 209* / 66 900*

Вижте също Списък на реките във Вашингтон.

## Вирджиния
1. Роаноук – 660 / 25 100
2. Джеймс – 560 / 27 020
3. Ню Ривър – 510 / 17 319
4. Потомак – 469 / 38 073
5. Клинч Ривър – 480 / 11 430
6. Дан Ривър – 344 km
7. Пауъл Ривър – 315 / 2470
8. Рапаханок – 314 / 7380
9. Апоматокс – 253 / 3480
10. Холстън – 219 / 9780

- Джеймс е най-дългата река изцяло във Вирджиния.

Вижте също Списък на реките във Вирджиния.

## Върмонт
1. Кънектикът – 660 / 29 200
2. Отър Крийк – 180 km
3. Уинуски – 140 km
4. Ламоил – 137 km
5. Мисискуа – 130 km
6. Диърфийлд – 122 km
7. Хусик – 122 km

Вижте също Списък на реките във Върмонт.

## Делауеър
1. Делауеър – 484 / 35 700
2. Чоптанк – 114 km
3. Покомоке – 106 km
4. Нантикок – 103 km

Вижте също Списък на реките в Делауеър.

## Джорджия
1. Чатахучи – 692 / 22 714
2. Флинт – 554 / 21 900
3. Савана – 484 / 25 511
4. Огичи – 473 / 14 300
5. Куса – 451 / 26 159
6. Талапуса – 426 / 12 100
7. Окмулги – 410 / –
8. Суони – 396 / –
9. Сатила – 378 / 10 000
10. Окони – 356 / –
11. Оклокони – 332 / 6300
12. Алапаха – 325 / –
13. Хиуаси – 237 / 7000
14. Олтамахо – 220 / 236 000
15. Литъл Тенеси – 217 / 6800
16. Сейнт Мъри – 203 / –

- Флинт е най-дългата река изцяло в Джорджия.

Вижте също Списък на реките в Джорджия.

## Западна Вирджиния
1. Охайо – 1579 / 490 600
2. Ню Ривър – 510 / 17 319
3. Потомак – 469 / 38 073
4. Грийнбриър – 278 / 4290
5. Елк Ривър – 277 / –
6. Литъл Канауа – 272 / 6000
7. Гуяндот – 267 / –
8. Тиг Форк – 256 / –
9. Тайгър Вали Ривър – 217 / 3440
10. Югиогейни – 216 / –
11. Мононгахела – 210 / 19 000

- Грийнбриър е най-дългата река изцяло в Западна Вирджиния.

Вижте също Списък на реките в Западна Вирджиния.

## Илинойс
1. Мисисипи – 3734 / 2 981 076*
2. Охайо – 1579 / 490 600
3. Уобаш – 810 / 85 860
4. Каскаския – 523 / 14 880
5. Рок Ривър – 481 / 9194
6. Илинойс – 439 / 74 479
7. Сангамон – 396 / –
8. Литъл Уобаш – 390 / –
9. Фокс Ривър (приток на Илинойс) Фокс Ривър – 325 / 1329
10. Имбарас – 314 / 6339
11. Пекатоника – 312 / –
12. Биг Мади – 251 / 6070
13. Спуун – 237 / –
14. Канкаки – 214 / 13 300
15. Дес Плейнс – 214 / 4025
16. Макино – 210 / 3000
17. Ла Моан – 201 / –

- Каскаския е най-дългата река изцяло в Илинойс.

Вижте също Списък на реките в Илинойс.

## Индиана
1. Охайо – 1579 / 490 600
2. Уобаш – 810 / 85 860
3. Уайт Ривър – 583 / 14 880
4. Източен Уайт Ривър – 470 / 14 881
5. Сейнт Джоузеф – 332 / 12 133
6. Типикану – 293 / 4860
7. Патока – 269 / –
8. Грейт Маями – 260 / 13 920
9. Мауми – 220 / 16 458
10. Канкаки – 214 / 13 300

Вижте също Списък на реките в Индиана.

## Калифорния
1. Колорадо – 2330* / 640 000*
2. Сакраменто – 719 / 71 432
3. Сан Хоакин – 589 / 40 000
4. Кламат – 414 / 43 630
5. Фетер – 340 / 16 000
6. Пит Ривър – 333 / 18 300
7. Ийл Ривър – 315 / 9540
8. Амаргоса – 298 / 14 000
9. Оуенс Ривър – 295 / 6740
10. Салинас – 282 / 10 800
11. Тринити – 266 / 7600
12. Керн Ривър – 264 / 9360
13. Туолумне – 240 / 5070
14. Мърсед – 233 / 4470
15. Кингс Ривър – 214 / 4000

- Сакраменто е най-дългата река изцяло в Калифорния.

Вижте също Списък на реките в Калифорния.

## Канзас
1. Мисури – 3767 / 1 371 010*
2. Арканзас – 2364 / 440 000
3. Симарън – 1123 / 49 100
4. Смоуки Хил – 925 / 49 900
5. Неошо – 745 / 29 870
6. Рипъбликън – 729 / 64 000
7. Сейлин – 639 / 8860
8. Биг Блу Ривър – 578 / 25 110
9. Вирдигрис – 500 / –
10. Нинеска – 487 / 5500
11. Саут Соломон – 470 / –
12. Норд Соломон – 462 / –
13. Осейдж – 444 / 40 000
14. Прери Дог Крийк – 396 / –
15. Литъл Блу Ривър – 394 / –
16. Солт Форт Арканзас – 385 / –
17. Мараяс – 349 / –
18. Пауни – 319 / 7000
19. Норд Смоуки Хил – 314 / 1970
20. Соломон – 296 / 17 700
21. Кейни – 290 / –
22. Саут Рипъбликън – 275 / 7190
23. Беар Крийк – 260 / –
24. Арикари – 251 / 4510
25. Уолнат – 248 / –
26. Сапа Крийк – 240 / –
27. Канзас – 238 / 155 690
28. Спринг Ривър – 208 / –

Вижте също Списък на реките в Канзас.

## Кентъки
1. Мисисипи – 3734 / 2 981 076*
2. Охайо – 1579 / 490 600
3. Камберлънд – 1107 / 45 920
4. Тенеси – 1049 / 105 870
5. Грийн Ривър – 618 / 24 425
6. Ликинг – 488 / 9610
7. Кентъки – 420 / 18 230
8. Северна Кентъки – 270 / –
9. Левиса Форк – 264 / –
10. Тиг Форк – 256 / –
11. Салт Ривър – 240 / –
12. Рау Ривър – 219 / –
13. Трейдуотър – 219 / –
14. Барън Ривър – 217 / –

- Грийн Ривър е най-дългата река изцяло в Кентъки.

Вижте също Списък на реките в Кентъки.

## Колорадо
1. Рио Гранде – 3051 / 471 900
2. Арканзас – 2364 / 440 000
3. Колорадо – 2330* / 640 000*
4. Канейдиън – 1458 /123 220
5. Грийн Ривър – 1170 / 125 000
6. Норд Плейт – 1152 / 80 000
7. Симарън – 1123 / 49 100
8. Смоуки Хил – 925 / 49 900
9. Саут Плейт – 707 / –
10. Сан Хуан – 616 / 63 840
11. Ямпа – 400 / 19 800
12. Долорес – 388 / 11 850
13. Биг Санди Крийк – 340 / 4830
14. Пергатуар – 315 / 8930
15. Уайт Ривър – 314 / 13 300
16. Норд Смоуки Хил – 314 / 1970
17. Ганисън – 290 / 20 520
18. Саут Рипъбликън – 275 / 7190
19. Бивър Крийк – 266 / 2940
20. Беар Крийк – 260 / –
21. Арикари – 251 / 4510
22. Литъл Снайк – 249 / –
23. Ту Бют Крийк – 245 / 2110
24. Апишапа – 224 / 2800
25. Рио Чама – 210 / 8140
26. Хорс Крийк – 208 / 3680
27. Анимас – 203 / –

Вижте също Списък на реките в Колорадо.

## Кънектикът
1. Кънектикът – 660 / 29 200
2. Хусатоник –240 / 5050
3. Куинебауг – 111 km
4. Куинипиак – 74 km

Вижте също Списък на реките в Кънектикът.

## Луизиана
1. Мисисипи – 3734 / 2 981 076*
2. Ред Ривър – 2190 / 169 890
3. Уашита – 974 / –
4. Сабин – 820 / 25 270
5. Пърл Ривър – 715 / 22 700
6. Байо Бартоломю – 586 / –
7. Байо Мейкън – 351 / –
8. Бюф Ривър – 348 / –
9. Калкасиу – 320 / –
10. Тинзас – 285 / –
11. Атчафалая – 220 / –

Вижте също Списък на реките в Луизиана.

## Масачузетс
1. Кънектикът – 660 / 29 200
2. Хусатоник –240 / 5050
3. Меримак – 188 km
4. Чарлс Ривър – 130 km
5. Диърфийлд – 122 km

Вижте също Списък на реките в Масачузетс.

## Мейн
1. Сейнт Джон – 673* / 55 200*
2. Кенебек – 270 / 15 200
3. Андроскогин – 264 / 8900
4. Сако – 219 / 4410
5. Арустук – 180 km
6. Пенобскот – 175 km

- Кенебек е най-дългата река изцяло в Мейн.

Вижте също Списък на реките в Мейн.

## Мериленд
1. Саскуехана – 715 / 71 410
2. Потомак – 469 / 38 073
3. Югиогейни – 216 / –
4. Патуксент – 185 km
5. Чоптанк – 114 km
6. Покомоке –106 km
7. Нантикок – 103 km

- Патуксент е най-дългата река изцяло в Мериленд.

Вижте също Списък на реките в Мериленд.

## Минесота
1. Мисисипи – 3734 / 2 981 076*
2. Северна Ред Ривър – 877* / 287 500*
3. Де Мойн – 845 / 38 337
4. Сидар Ривър – 544 / –
5. Минесота – 534 / 44 030
6. Уапсипиникон – 480 / –
7. Литъл Сиукс Ривър – 415 / –
8. Росо Ривър – 344* / –*
9. Ред Лейк Ривър – 311 / –
10. Сейнт Луис 309 / 9410
11. Отър Тейл – 309 / 5057
12. Уайлд Райс Ривър – 295 / –
13. Сен Кроа – 272 / 20 000
14. Северна Кроа 254 / –
15. Чипеуа – 246 / 5387
16. Котонууд – 245 / 3400
17. Рум Ривър 243 / –
18. Клируотър – 237 / 3590
19. Рок Ривър – 232 / –
20. Бъфало Ривър – 224 / 3080
21. Редууд – 205 / 1826
22. Пом де Тер – 201 / 2270

- Минесота е най-дългата река изцяло в Минесота.

Вижте също Списък на реките в Минесота.

## Мисисипи
1. Мисисипи – 3734 / 2 981 076*
2. Тенеси – 1049 / 105 870
3. Пърл Ривър – 715 / 22 700
4. Биг Блек Ривър – 530 / 8800
5. Хачи – 383 / –
6. Талахачи – 370 / –
7. Колдуотър – 350 / –
8. Чикасоуей Ривър – 340 / –
9. Томбигби – 325 / 52 300
10. Язу – 303 / –
11. Лайф Ривър – 290 / –
12. Ялобуша – 266 / –
13. Ескатаупа – 208 / –

- Пърл Ривър е най-дългата река изцяло в Мисисипи.

Вижте също Списък на реките в Мисисипи.

## Мисури
1. Мисури – 3767 / 1 371 010*
2. Мисисипи – 3734 / 2 981 076*
3. Уайт Ривър – 1162 / 71 910
4. Де Мойн – 845 / 38 337
5. Сейнт Франсис – 686 / 19 600
6. Блек Ривър – 480 / 22 000
7. Гасконейд – 450 / –
8. Осейдж – 444 / 40 000
9. Мерамек – 369 / 10 300
10. Гранд Ривър – 364 / –
11. Чаритън – 351 / –
12. Мараяс – 349 / –
13. Плейт – 320 / –
14. Томпсън – 303 / 4800
15. Корент – 296 / 6840
16. Литъл Ривър – 238 / –
17. Биг Ривър – 233 / 2470
18. Таркио – 225 / 1316
19. Пом де Тер – 210 / 2200
20. Джеймс Ривър – 210 / –
21. Спринг Ривър – 208 / –
22. Ниангуа – 201 / 2700

- Гасконейд е най-дългата река изцяло в Мисури.

Вижте също Списък на реките в Мисури.

## Мичиган
1. Гранд Ривър – 406 / 14 431
2. Мускегон – 348 / 6100
3. Сейнт Джоузеф – 332 / 12 133
4. Манисти – 310 / 4600
5. Рейзин – 224 / 2780
6. О Сейбъл – 222 / 5000
7. Хюрън – 210 / 2350
8. Каламазу – 210 / 5230

1. Гранд Ривър е най-дългата река изцяло в Мичиган.

Вижте също Списък на реките в Мичиган.

## Монтана
1. Мисури – 3767 / 1 371 010*
2. Милк Ривър – 1005* / 61 642*
3. Йелоустоун – 1114 / 189 300
4. Литъл Мисури – 901 / 21 523
5. Кутенаи – 781* / 50 298*
6. Бигхорн – 742 / 59 270
7. Паудър – 660 / 56 660
8. Кларк Форк – 500 / 59 320
9. Масълшел – 550 / 24 800
10. Тонг – 426 / 13 980
11. Френчман – 341* / 5500*
12. Марайас – 338 / 23 440
13. Биг Мади – 307 / –*
14. Мадисън – 295 / –
15. Поплар – 269* / –*
16. Флатхед – 254* / 22 780*
17. Биг Хол – 246 / –
18. Титон – 240 / 5248
19. Кларк Форк – 227 / 7210
20. Росбад Крийк – 220 / 3385
21. Сън Ривър – 209 / –
22. Батъл Крийк – 203* / –*

Вижте също Списък на реките в Монтана.

## Небраска
1. Мисури – 3767 / 1 371 010*
2. Норд Плейт – 1152 / 80 000
3. Джеймс – 1143 / 53 491
4. Уайт Ривър – 930 / 26 000
5. Ниобрара – 914 / 29 992
6. Рипъбликън – 729 / 94 000
7. Саут Плейт – 707 / –
8. Биг Блу Ривър – 578 / 25 110
9. Плейт – 510 / 241 000
10. Елкхорн – 470 / –
11. Ладжмол – 447 / –
12. Прери Дог Крийк – 396 / –
13. Саут Рипъбликън – 275 / 7190
14. Арикари – 251 / 4510
15. Сапа Крийк – 240 / –
16. Киа Паха – 204 / 4400
17. Рег Уилоу Крийк – 203 / 2030
18. Снайк – 203 / –

Вижте също Списък на реките в Небраска.

## Невада
1. Колорадо – 2330* / 640 000*
2. Оуайхи – 450 / 28 620
3. Хумболт – 530 / 43 200
4. Амаргоса – 298 / 14 000
5. Рийс Ривър – 291 / –
6. Върджин Ривър – 261 / 31 700
7. Бруно Ривър – 246 / 8560
8. Карсън – 211 / 10 200

- Река Хумболт е най-дългата река изцяло в Невада.

Вижте също Списък на реките в Невада.

## Ню Джърси
1. Хъдсън – 507 /34 600
2. Делауеър – 484 / 35 700
3. Уолкил – 142 km
4. Пасаик – 130 km

Вижте също Списък на реките в Ню Джърси.

## Ню Йорк
1. Сейнт Лорънс – 1197* / 1 344 200*
2. Саскуехана – 715 / 71 410
3. Алигени – 523 / 30 000
4. Хъдсън – 507 /34 600
5. Делауеър – 484 / 35 700
6. Дженези – 253 / 6500
7. Мохок – 240 / 9000
8. Руикет – 235 / 3250
9. Освегачи – 220 / 4120
10. Блек Ривър – 201 / 5000

Вижте също Списък на реките в Ню Йорк.

## Ню Мексико
1. Рио Гранде – 3051 / 471 900
2. Пекос – 1490 / 115 000
3. Канейдиън – 1458 / 123 220
4. Симарън – 1123 / 49 100
5. Хила – 1044 / 151 000
6. Сан Хуан – 616 / 63 840
7. Литъл Колорадо – 544 / 69 000
8. Бивър Ривър – 450 / 30 300
9. Рио Пуерко – 370 / 19 000
10. Пуерко – 269 / 6870
11. Сан Франсиско – 256 / –
12. Рънинг Уотър – 240 / 4200
13. Каризо Крийк – 233 / –
14. Рио Чама – 210 / 8140
15. Анимас – 203 / –

Вижте също Списък на реките в Ню Мексико.

## Ню Хемпшир
1. Кънектикът – 660 / 29 200
2. Андроскогин – 264 / 8900
3. Сако – 219 / 4410
4. Меримак – 188 km
5. Контукук – 114 km

Вижте също Списък на реките в Ню Хемпшир.

## Оклахома
1. Арканзас – 2364 / 440 000
2. Ред Ривър – 2190 / 169 890
3. Канейдиън – 1458 / 123 220
4. Симарън – 1123 / 49 100
5. Неошо – 745 / 29 870
6. Норд Канейдиън – 710 / 46 500
7. Вирдигрис – 500 / –
8. Уошита – 475 / 20 400
9. Бивър Ривър – 450 / 30 300
10. Норд Форк Ред Ривър – 436 / 13 000
11. Солт Форт Арканзас – 385 / –
12. Литъл Ривър – 349 / 10 889
13. Прери Дог Таун Форк – 314 / 19 800
14. Кейни – 290 / –
15. Кайамиши – 285 / –
16. Мъди Боди Крийк – 282 / –
17. Блу Ривър – 227 / 1700
18. Поо – 227 / –
19. Клеър Боди Крийк – 212 / –
20. Спринг Ривър – 208 / –

Вижте също Списък на реките в Оклахома.

## Орегон
1. Колумбия – 21953* / 671 300*
2. Снейк Ривър – 1735 / 280 000
3. Оуайхи – 450 / 28 620
4. Джон Дей Ривър – 457 / 21 000
5. Кламат – 414 / 43 630
6. Дешутес – 406 / 27 000
7. Руж Ривър – 346 / 13 350
8. Мальор – 306 / 12 000
9. Уиламет – 301 / 29 730
10. Гранд Ронд – 293 / 10 700
11. Паудър – 246 / 4150
12. Крукед Ривър – 201 / 12 000

- Джон Дей е най-дългата река изцяло в Орегон.

Вижте също Списък на реките в Орегон.

## Охайо
1. Охайо – 1579 / 490 600
2. Уобаш – 810 / 85 860
3. Скиото – 372 / 16 880
4. Грейт Маями – 260 / 13 920
5. Мауми – 220 / 16 458
6. Сандъски – 214 / 3240
7. Тускароуас – 219 / 6700

- Скиото е най-дългата река изцяло в Охайо.

Вижте също Списък на реките в Охайо.

## Пенсилвания
1. Охайо – 1579 / 490 600
2. Саскуехана – 715 / 71 410
3. Алигени – 523 /30 000
4. Делауеър – 484 / 35 700
5. Западна Саскуехана – 391 / 17 730
6. Дженези – 253 / 6500
7. Скулкил – 217 / 5200
8. Югиогейни – 216 / –
9. Мононгахела – 210 / 19 000

Вижте също Списък на реките в Пенсилвания.

## Роуд Айлънд
1. Блекстоун – 77 km
2. Поукатук – 55 km
3. Мусуп – 39 km
4. Тен Майл Ривър – 35 km
5. Майл Ривър -
6. Саконет -
7. Понагансет -

Вижте също Списък на реките в Роуд Айлънд.

## Северна Дакота
1. Мисури – 3767 / 1 371 010*
2. Джеймс – 1143 / 53 491
3. Йелоустоун – 1114 / 189 300
4. Шайен (приток на Мисури) – 951 / 62 800
5. Литъл Мисури – 901 / 21 523
6. Северна Ред Ривър – 877* / 287 500*
7. Сурис – 720* / 61 124*
8. Пембина – 513* / 8500*
9. Шайен (приток на Северна Ред Ривър) – 475 / 17 897
10. Уайлд Райс Ривър – 404 / 5780
11. Мейпъл Ривър – 319 / –
12. Харт – 290 / 8700
13. Гъъс Ривър – 288 / –
14. Кенъбол – 217 / –

Вижте също Списък на реките в Северна Дакота.

## Северна Каролина
1. Роаноук – 660 / 25 100
2. Ню Ривър – 510 / 17 319
3. Нюси Ривър – 443 /14 600
4. Пиди – 373 / 18 702
5. Катоба – 350 / 5246
6. Тар Ривър – 346 / 15 920
7. Ядкин – 346 / 11 620
8. Дан Ривър – 344 / 8500
9. Френч Броуд Ривър – 352 / 13 270
10. Салуда – 320 / –
11. Кейп Фир – 308 / 23 622
12. Броуд Ривър – 240 / –
13. Хиуаси – 237 / 7000
14. Уасамау – 225 / 2883
15. Линчес – 225 / 2670
16. Холстън – 219 / 9780
17. Литъл Тенеси – 217 / 6800

Вижте също Списък на реките в Северна Каролина.

## Тексас
1. Рио Гранде – 3051 / 471 900
2. Ред Ривър – 2190 / 169 890
3. Пекос – 1490 / 115 000
4. Канейдиън – 1458 / 123 220
5. Колорадо – 1387 / 103 000
6. Бразос – 1352 / 116 000
7. Тринити – 910 / 40 380
8. Сабин – 820 / 25 270
9. Нечес Ривър – 669 / 25 930
10. Нуесес – 507 / 41 439
11. Бивър Ривър – 450 / 30 300
12. Норд Форк Ред Ривър – 436 / 13 000
13. Сан Антонио – 390 / 10 800
14. Фрио – 320 / 8 900
15. Прери Дог Таун Форк – 314 / 19 800
16. Клеър Форк – 290 / 8700
17. Салфер – 282 / –
18. Дабъл Маунтин Форк – 280 / 7097
19. Солт Форк – 240 / 5600
20. Рънинг Уотър – 240 / 4200
21. Каризо Крийк – 233 / –
22. Гуаделупе – 230 / 17 500
23. Уест Форк Тринити – 230 / –
24. Сан Саба – 225 / 8132
25. Навасота – 201 / –

Вижте също Списък на реките в Тексас.

## Тенеси
1. Мисисипи – 3734 / 2 981 076*
2. Камберлънд – 1107 / 45 920
3. Тенеси – 1049 / 105 870
4. Клинч Ривър – 480 / 11 430
5. Дък Ривър – 457 / –
6. Хачи – 383 /–
7. Френч Броуд Ривър – 352 / 13 270
8. Пауъл Ривър – 315 / 2470
9. Елк Ривър – 314 / –
10. Хиуаси – 237 / 7000
11. Холстън – 219 / 9780
12. Литъл Тенеси – 217 / 6800
13. Бъфало Ривър – 201 / 1980

- Дък Ривър е най-дългата река изцяло в Тенеси.

Вижте също Списък на реките в Тенеси.

## Уайоминг
1. Снейк Ривър – 1735 / 280 000
2. Грийн Ривър – 1170 / 125 000
3. Норд Плейт – 1152 / 80 000
4. Йелоустоун – 1114 / 189 300
5. Ниобрара – 914 / 29 992
6. Литъл Мисури – 901 / 21 523
7. Беър Ривър – 790 / 18 197
8. Бигхорн – 742 / 59 270
9. Паудър – 660 / 56 660
10. Шайен – 951 / 62 800
11. Бел Фурш – 470 / –
12. Ларами – 450 / 11 820
13. Ладжмол – 447 / –
14. Тонг – 426 / 13 980
15. Суитуотър – 383 / 7500
16. Уинд Ривър – 298 / 20 000
17. Блек Форк – 282 / –
18. Медисън Боу – 269 / 6060
19. Литъл Снайк – 249 / –
20. Кларк Форк – 227 / 7210
21. Биг Санди Ривър – 227 / –

Вижте също Списък на реките в Уайоминг.

## Уисконсин
1. Мисисипи – 3734 / 2 981 076*
2. Уисконсин – 692 / 31 800
3. Рок Ривър – 481 / 9194
4. Улф Ривър – 362 / –
5. Оконто – 336 km
6. Фокс Ривър (приток на Илинойс) Фокс Ривър – 325 / 1329
7. Фокс Ривър – 322 / 16 650
8. Пекатоника – 312 / –
9. Блек Ривър – 310 / 6200
10. Сейнт Луис – 309 / 9410
11. Чипеуа – 294 / –
12. Сен Кроа – 272 / 20 000
13. Пищиго – 219 / –
14. Дес Плейнс – 214 / 4025
15. Фламбо – 200 / 4820

- Уисконсин е най-дългата река изцяло в Уисконсин.

Вижте също Списък на реките в Уисконсин.

## Флорида
1. Сейнт Джонс – 500 / 22 900
2. Суони – 396 / –
3. Оклокони – 332 / 6300
4. Алапаха – 325 / –
5. Конеку – 319 / 12 100
6. Пий Ривър – 248 / –
7. Индиън Ривър – 246 km
8. Чоктохачи – 227 / 13 900
9. Уитлакучи (централна Флорида) – 227 / 3000
10. Кисими – 26 / 7800
11. Сейнт Мъри – 203 / –

- Сейнт Джонс е най-дългата река изцяло във Флорида.

Вижте също Списък на реките във Флорида.

## Хавай
1. Уайлуку – 45,1 km
2. Кауконахуа – 15,9 km
3. Ханалей – 25,3 km
4. Колеколе – 20 km
5. Уаймеа – 19,5 km
6. Анахулу – 11,4 km

Вижте също Списък на реките в Хавай.

## Южна Дакота
1. Мисури – 3767 / 1 371 010*
2. Джеймс – 1143 / 53 491
3. Уайт Ривър – 930 / 26 000
4. Литъл Мисури – 901 / 21 523
5. Биг Сиукс Ривър – 674 / 21 800
6. Минесота – 534 / 44 030
7. Шайен – 951 / 62 800
8. Бел Фурш – 470 / –
9. Литъл Уайт Ривър – 377 / 4809
10. Моро – 320 / –
11. Бед Ривър – 259 / 7800
12. Понка Крийк – 224 / 2100
13. Киа Паха – 204 / 4400

Вижте също Списък на реките в Южна Дакота.

## Южна Каролина
1. Савана – 484 / 25 511
2. Пиди – 373 /18 702
3. Катоба – 350 / 5246
4. Едисто – 332 / –
5. Салуда – 320 / –
6. Блек Ривър – 243 / 3243
7. Броуд Ривър – 240 / –
8. Санти – 230 / –
9. Уасамау – 225 / 2883
10. Линчес – 225 / 2670

Вижте също Списък на реките в Южна Каролина.

## Юта
1. Колорадо – 2330* / 640 000*
2. Грийн Ривър – 1170 / 125 000
3. Беър Ривър – 790 / 18 197
4. Сан Хуан – 616 / 63 840
5. Севиър – 616 / 29 980
6. Долорес – 388 / 11 850
7. Уайт Ривър – 314 / 13 300
8. Блек Форк – 282 / –
9. Върджин Ривър – 261 / 31 700
10. Прайс Ривър – 220 / 440
11. Вебер – 201 / 4210
12. Канаб Крийк – 201 / –

- Севиър е най-дългата река изцяло в Юта.

Вижте също Списък на реките в Юта.